# RAS-1 Getta
Le RAS-1 Getta était un avion militaire de l'entre-deux-guerres construit en Roumanie. 